# 伊迪島 (南極洲)
61°28′S 55°57′W / 61.467°S 55.950°W
伊迪島（Eadie Island），是南極洲的島嶼，處於阿斯普蘭島和奧布賴恩島之間，屬於南設得蘭群島的一部分，長2公里，在1821年2月由俄羅斯探險隊繪入地圖，現時由南極條約體系管理。